# Wojna w Abchazji (1992–1993)

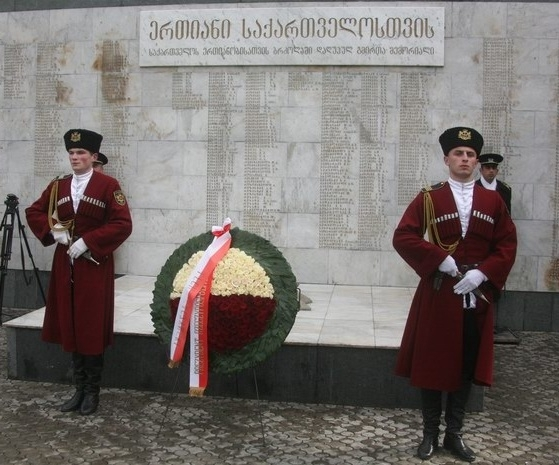
Pomnik poległych w Abchazji w Tbilisi

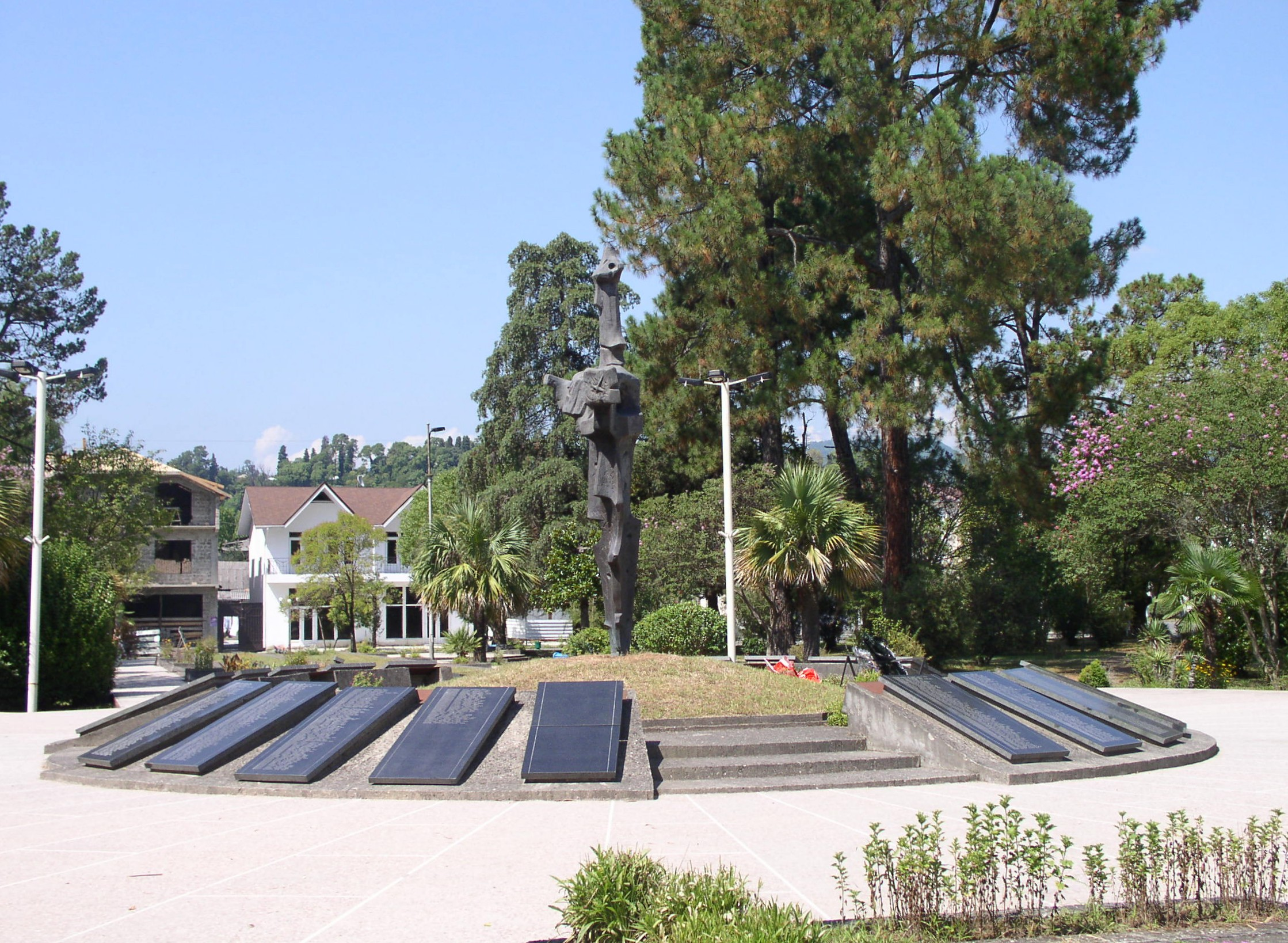
Aleja Sławy, pomnik ku czci poległych Abchazów w Suchumi

Wojna w Abchazji – konflikt wewnętrzny w Gruzji w latach 1992–1993. Jego przyczyną były abchaskie dążenia do niepodległości (a zatem odłączenia się od państwa gruzińskiego), odrzucane przez władze niepodległej Gruzji, broniące integralności terytorialnej kraju. Po stronie abchaskiej w wojnie walczyli ochotnicy przybyli z Kaukazu Północnego, przede wszystkim czeczeńscy, inguscy i kabardyjscy. Formalnie neutralna Rosja zaopatrywała siły abchaskie w sprzęt wojskowy lub wspierała je zupełnie jawnie — siły rosyjskie wzięły udział m.in. w oblężeniu Suchumi w 1993. Wojna zakończyła się militarną klęską Gruzji, co oznaczało utratę kontroli nad zbuntowaną prowincją i faktyczne uniezależnienie się Abchazji
W czasie wojny obydwie strony dopuściły się zbrodni na ludności cywilnej. W następstwie konfliktu i klęski wojsk gruzińskich ziemie abchaskie opuściło 250 tys. Gruzinów.
Szereg autorów uważa wojnę abchaską za najpoważniejszy konflikt etniczny wewnętrzny w niepodległej Gruzji.

## Tło konfliktu

### Korzenie wrogości gruzińsko-abchaskiej
Napięcia między Abchazami i Gruzinami sięgają II poł. XIX w. W wojnach między Rosjanami a góralami kaukaskimi w XIX w. Abchazowie, w przeciwieństwie do Gruzinów, poparli tych drugich. Po zwycięstwie rosyjskim w 1864 niemal połowa Abchazów emigrowała z tradycyjnie zamieszkiwanych ziem do państw bliskowschodnich, przede wszystkim Turcji. Po antyrosyjskich powstaniach w Abchazji w 1876 i 1877 kolejne grupy Abchazów zostały wysiedlone (machadżyrstwo). W rezultacie 3/4 Abchazów znalazła się poza tradycyjnie zamieszkiwaną od wieków ziemią, podczas gdy do Abchazji, z poparciem władz rosyjskich, zaczęli napływać przedstawiciele innych narodów – przede wszystkim gruzińscy chłopi ze Swanetii i Megrelii, ale również Ormianie, Bułgarzy, Rosjanie, Estończycy, Niemcy i Grecy. Abchazowie twierdzą, że sprowadzanie chłopów gruzińskich do Abchazji stanowiło przejaw antyabchaskiej polityki carskiej. Przeciwnicy tego ujęcia argumentują, że masowe przyjazdy Gruzinów na ziemie opuszczone przez wysiedlonych były jedynie rezultatem geograficznej bliskości Megrelii, Swanetii i Abchazji, nie zaś świadomej polityki narodowościowej. W 1886 na terenie Abchazji żyło ok. 58 tys. Abchazów i nieco ponad 4 tys. Gruzinów, podczas gdy w 1897 na niemal niezmienioną liczbę Abchazów przypadało już 25 tys. Gruzinów. W odróżnieniu od zachowujących swoją tożsamość narodową pod panowaniem rosyjskim Gruzinów Abchazowie reprezentowali w sferze kulturowej postawę prorosyjską.
Po rewolucji lutowej w 1917 do władzy w Abchazji doszli na krótko mienszewicy. 10 marca 1917 powstał lokalny Rząd Tymczasowy, po czym Abchazja wyraziła chęć przyłączenia się do Republiki Górskiej Północnego Kaukazu. 26 maja 1918 do Abchazji wkroczyły wojska Gruzińskiej Republiki Demokratycznej pod pretekstem zwalczania bolszewików, faktycznie jednak w celu przyłączenia Abchazji do Gruzji. Abchaska Rada Narodowa została zlikwidowana, ludność poddana represjom. W związku z tym w 1921 ustanowienie władzy radzieckiej w Abchazji zostało przez społeczeństwo przyjęte przychylnie, także w nadziei na utworzenie republiki abchaskiej w ramach federacyjnej Rosji Radzieckiej. Konflikt gruzińsko-abchaski z lat 1917-1921 miał poważny wpływ na dalszy rozwój stosunków między dwoma narodami. Wrogość Abchazów do Gruzinów wzrosła jeszcze w 1922, gdy Abchaska Socjalistyczna Republika Radziecka została zmuszona do przyłączenia się do Gruzińskiej SRR. W latach 1937–1953 konsekwentnie sprowadzano do Abchazji osadników gruzińskich, co jeszcze poważniej zmieniało skład narodowościowy mieszkańców regionu na niekorzyść Abchazów. W 1989 w Abchazji żyło 93 tys. Abchazów oraz 239 tys. Gruzinów, 76 tys. Ormian, 74 tys. Rosjan i 14 tys. Greków. Abchazowie byli także poddawani przymusowej asymilacji lub zmuszani do deklarowania w paszportach narodowości gruzińskiej. Mimo to w radzieckiej Gruzji cyklicznie powtarzały się manifestacje Abchazów pod hasłami narodowymi. W manifestacji 22 maja 1978 w Suchumi wzięło udział 20 tys. Abchazów. Pod wpływem tego wydarzenia władze radzieckie zgodziły się otworzyć Uniwersytet Abchaski, telewizję i dwa czasopisma abchaskojęzyczne.

### Konflikt w schyłkowym okresie istnienia ZSRR
W okresie tym interesy abchaskiej inteligencji niepodległościowej i rodzącego się gruzińskiego ruchu dysydenckiego z Merabem Kostawą i Zwiadem Gamsachurdią były jeszcze zbliżone. Abchascy przywódcy byli skłonni zgodzić się na rezygnację z dążeń niepodległościowych, uznając, że porozumienie z Gruzinami w ramach niepodległej i demokratycznej Gruzji byłoby możliwe. W schyłkowym okresie istnienia ZSRR postawy obydwu stron uległy jednak znacznej radykalizacji. W 1988 powstał gruziński front narodowy oraz abchaskie Narodowe Forum Abchazji "Jedność". 18 marca 1989 organizacja ta zorganizowała w Lichnach mityng, w czasie którego domagała się ponownego nadania Abchazji statusu republiki związkowej. Tydzień później w Abchazji pojawili się narodowi działacze gruzińscy, wzywając do niegłosowania w nadchodzących wyborach do Rady Najwyższej ZSRR. W lipcu tego samego roku w regionie doszło do zamieszek, w których zginęło 14 osób. Postępująca dezintegracja ZSRR sprawiła, że abchascy działacze dysydenccy zrezygnowali z wyrażanych wcześniej umiarkowanych postulatów i zaczęli domagać się niepodległości Abchazji lub utworzenia niepodległej federacji gruzińsko-abchaskiej. Wojciech Materski podaje, że łącznie w starciach, zamieszkach i protestach końca lat 80. XX wieku w Abchazji zginęło kilkadziesiąt osób, a rannych było kilkaset.
Politycy abchascy posiadali istotne wpływy w najwyższych kręgach władzy w ZSRR. Najważniejszą postacią wśród nich był członek Rady Najwyższej ZSRR, Władisław Ardzinba. Dzięki temu udało im się doprowadzić do uchwalenia ordynacji wyborczej, zdecydowanie faworyzującej w wyborach w republikach narodowość rodzimą. Choć Abchazowie byli w republice mniejszością, uzyskali w ten sposób większość mandatów w Radzie Najwyższej i we władzach lokalnych, co wzbudziło niezadowolenie wśród ludności gruzińskiej.

### Po 1990
25 sierpnia 1990 Rada Najwyższa Abchazji ogłosiła jej suwerenność. W tym samym roku w wyborach parlamentarnych w Gruzji zwyciężył kierowany przez Gamsachurdię blok "Okrągły Stół-Wolna Gruzja". W maju następnego roku Gamsachurdia został prezydentem Gruzji. W swojej polityce oparł się na hasłach nacjonalistycznych. W lutym 1992 Gruzja ogłosiła anulowanie konstytucji z 1978 i powrót do ustawy zasadniczej z 1921, co oznaczało likwidację autonomii Abchazji. Odpowiedzią Abchazów było zniesienie w lipcu 1992 swojej konstytucji z tego samego roku i przywrócenie ustawy z 1925, według której związek Gruzji i Abchazji opierał się na traktacie dwustronnym. Na 14 sierpnia 1992 planowane było kolejne posiedzenie Rady Najwyższej Abchazji, które miało opracować treść nowego traktatu abchasko-gruzińskiego. Nigdy jednak do niego nie doszło, gdyż oddziały gruzińskie weszły na teren Abchazji, co w oczach Abchazów stanowiło agresję bez wypowiedzenia wojny, podczas gdy władze gruzińskie określały całą operację jako "przywracanie porządku". Sytuację Abchazji komplikował jeszcze fakt, że po obaleniu prezydenta Zwiada Gamsachurdii Abchazja była jednym z regionów, gdzie koncentrowali się jego zwolennicy.

## Przebieg walk
Uderzenie gruzińskiej Gwardii Narodowej pod dowództwem Tengiza Kitowaniem i Mchedrioni, kierowanych przez Dżabę Joselianiego, było źle przygotowane i nieskoordynowane. W operacji na terenie Abchazji brało udział jedynie 5 tys. żołnierzy, spodziewano się bowiem szybkiego sukcesu militarnego. Abchazowie byli jednak przygotowani na taką ewentualność i pozyskali wcześniej znaczną ilość uzbrojenia, kupując broń od stacjonujących w regionie jednostek rosyjskich. Od wiosny 1992 tworzyli również własne siły zbrojne, a separatystyczne władze abchaskie ogłosiły powszechną mobilizację. Abchascy Gruzini odpowiedzieli na to sformowaniem własnych oddziałów Mchedrioni. Gruzini, dzięki efektowi zaskoczenia, zajęli Suchumi i Gagrę, zrezygnowali jednak ze szturmu Gudauty i nie zablokowali linii kolejowej do Adleru ani przełęczy łączących Abchazję z Kaukazem Północnym. Szlaki te stały się drogami zaopatrywania Abchazów w sprzęt przez Rosję, przez nie również do sił abchaskich dołączali ochotnicy z islamskich republik północnokaukaskich — Czeczeni, Ingusze, Kabardyjczycy w sile kilku dobrze wyposażonych batalionów (5 tys. ludzi). Ich udział w starciach miał decydujące znaczenie dla wyniku walk. Ochotnikami czeczeńskimi w Abchazji dowodził Szamil Basajew. Wojciech Materski twierdzi, że rekrutację tych ludzi oraz ich przerzut na miejsce walk organizował wywiad rosyjski. Właśnie dzięki udziałowi ochotników Konfederacji Narodów Północnego Kaukazu Abchazowie zdołali zorganizować skuteczną obronę i odeprzeć atak gruziński. W ocenie Wojciecha Materskiego Rosja zachowywała neutralność w konflikcie jedynie pozornie. Część rosyjskiej elity rządzącej otwarcie opowiadała się po stronie Abchazów, zaś siły abchaskie zakupiły od Rosji znaczącą ilość uzbrojenia, co niektórzy analitycy uznają nawet za główną przyczynę ich powodzenia w wojnie. Jednostki rosyjskie stacjonujące w Abchazji pośredniczyły w dostarczaniu Abchazom broni i paliwa z Rosji, oficerowie rosyjscy osobiście doradzali oddziałom abchaskim, doszło nawet do wypadków, w których rosyjskie lotnictwo, pod pretekstem obrony rosyjskich jednostek, atakowało pozycje gruzińskie. W ocenie Andrzeja Furiera skala zaangażowania rosyjskiego nie została całkowicie zbadana i pozostaje kwestią sporną. Handel bronią prowadzony przez rosyjskich oficerów w Abchazji jego zdaniem oscylował między motywowanym politycznie wspieraniem Abchazów a nielegalnym wyprzedawaniem sprzętu z magazynów. Autor ten przyznaje przy tym, że wojsko rosyjskie blokowało abchaskie porty, a lotnictwo przeprowadziło bombardowania pozycji gruzińskich. Gruzję w wojnie wsparła Ukraina. Rząd ukraiński sprzedał Gruzji sprzęt wojskowy i broń, w oddziałach gruzińskich walczyli ukraińscy ochotnicy. W walkach po stronie abchaskiej brał także udział co najmniej jeden Polak — Janusz Godawa z Suchej Beskidzkiej, który zginął we wrześniu 1993 w okolicach Mercheuli.
W sierpniu 1992 prezydent Rosji Borys Jelcyn zaproponował przeprowadzenie mediacji z udziałem prezydenta Abchazji Władisława Ardżinby i prezydenta Gruzji Eduarda Szewardnadze. Wypracowane w toku miesięcznych rozmów zawieszenie broni zakładało dalszą przynależność Abchazji do Gruzji. We wrześniu Abchazowie zerwali jednak rozejm, podejmując ofensywę, co oznaczało przeniesienie się walk na terytoria zamieszkiwane niemal wyłącznie przez Gruzinów. Północna część autonomii znalazła się całkowicie pod kontrolą abchaską. Pretekstem do złamania warunków zawieszenia broni był manewr Kitowaniego, dowódcy ekspedycji karnej przeciwko zwolennikom byłego prezydenta Zwiada Gamsachurdii w Megrelii. Bez wiedzy prezydenta Gruzji Szewardnadzego Kitowani przekroczył rzekę Bzyp i wkroczył do Abchazji, przeceniając swoje siły. W odpowiedzi siły abchaskie zaatakowały Oczamczirę i Tkwarczeli, gdzie stacjonowały wojska gruzińskie zabezpieczające wąwóz Kodori, jak również przystąpiły do oblężenia Suchumi. Siły gruzińskie zostały całkowicie zaskoczone. Ponadto na mocy wypracowanego latem porozumienia większość wyczerpanych wcześniejszymi starciami oddziałów gruzińskich została wycofana z Abchazji, ich zmiennicy nie dotarli jeszcze na miejsce. W zaistniałej sytuacji prezydent Gruzji Edward Szewardnadze osobiście przybył do Suchumi, by kierować obroną, zaś parlament kraju nadał mu prawo rządzenia państwem za pomocą dekretów, wprowadzając stan wyjątkowy.

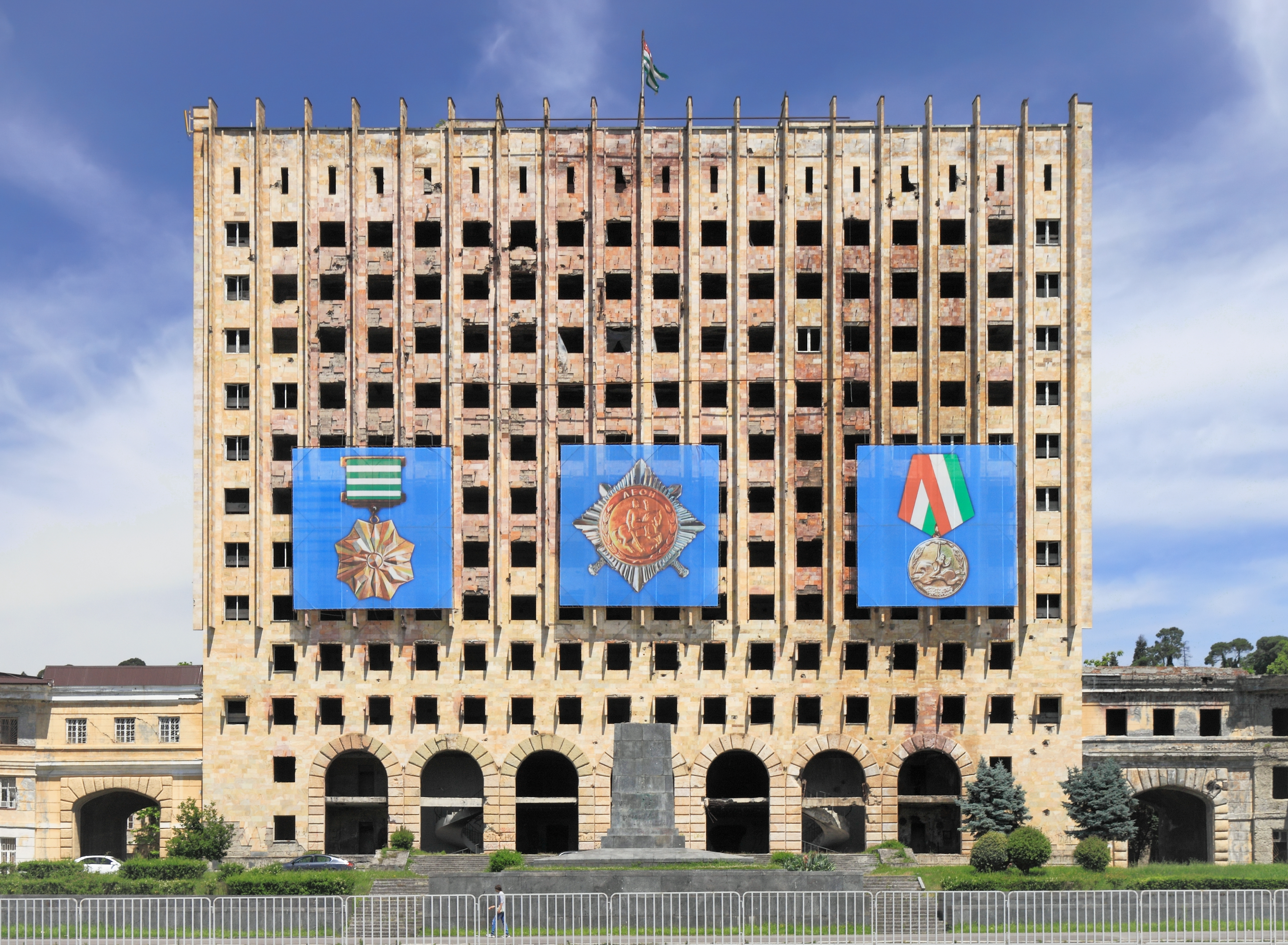
Były budynek Rady Ministrów Radzieckiej Abchazji – ostatni punkt oporu wojsk gruzińskich w Suchumi

Przewaga Abchazów była wyraźna. W szturmie Suchumi wzięły też udział rosyjskie samoloty i czołgi z baz w Abchazji. Kilkudniowe oblężenie miasta zakończyło się jego zdobyciem 27 września; Szewardnadze w ostatniej chwili ewakuował się do Batumi. Oddziały gruzińskie, ratując się przed całkowitym rozbiciem, wycofały się do wąwozu Kodori. 30 września Abchazowie zdobyli Gali i wyparli za Inguri ostatnie oddziały Gwardii. Ten dzień świętowany jest w Abchazji jako koniec wojny. Jeszcze w czasie walk o Suchumi Szewardnadze otrzymał od rosyjskiego ministra obrony Pawła Graczowa propozycję rozejmu, którego gwarantem miała być Rosja, a który polegać miał na wprowadzeniu do Abchazji znacznego kontyngentu rosyjskiego. Prezydent Gruzji początkowo odmówił, dwa dni później gotów był propozycję przyjąć, usłyszał jednak wówczas, że na powstrzymanie abchaskiej ofensywy było już za późno. Od października do grudnia 1993 siły abchaskie zajęły pozostałą część regionu, doprowadzając do uchodźstwa całej ludności gruzińskiej.
Po odwrocie wojsk gruzińskich Abchazja, pozostając formalnie w granicach Gruzji, faktycznie wyzwoliła się spod gruzińskiej kontroli. Obydwie walczące strony rozdzielała regularnie naruszana nieformalna strefa buforowa.
Militarne sukcesy Abchazów nie pociągnęły za sobą korzyści politycznych. Rosja, uzyskawszy od Gruzji deklarację przystąpienia do Wspólnoty Niepodległych Państw, zaprzestała czynnego wspierania Abchazów. W październiku 1993 Rosja opowiedziała się za zachowaniem integralności terytorialnej Gruzji, czego dowodem miała być blokada Abchazji. W grudniu tego samego roku Edward Szewardnadze potwierdził wcześniejsze deklaracje w zakresie wstąpienia Gruzji do WNP. W lutym 1994 Gruzja zgodziła się także na utworzenie rosyjskich baz wojskowych w Waziani, Achalkalaki i Batumi. Wcześniej, w styczniu 1994, negocjacje gruzińsko-abchaskie w Genewie zakończyły się potwierdzeniem funkcjonowania strefy zdemilitaryzowanej, dzielącej obie strony, która de facto funkcjonowała już wcześniej.
Następstwem przegranej Gruzji w wojnie abchaskiej była konsolidacja i wzmocnienie opozycji przeciwko prezydentowi Edwardowi Szewardnadze. W Abchazji nastąpiło wzmocnienie własnych instytucji państwowych oraz politycznej roli prezydenta Władisława Ardzinby.

### Zbrodnie na ludności cywilnej
Według raportu Human Rights Watch, w czasie wojny w Abchazji obydwie strony dopuściły się zbrodni wojennych. Oddziały gruzińskie dopuszczały się aktów przemocy wobec abchaskich cywilów po zdobyciu Suchumi w sierpniu 1992, wtedy też doszło do rozmyślnego niszczenia zabytków i archiwów abchaskich.
Siły abchaskie wielokrotnie dopuściły się zbrodni na miejscowej ludności gruzińskiej. Szczególnym okrucieństwem wykazywały się oddziały ochotnicze, przybyłe z Północnego Kaukazu. Do masowej zbrodni na Gruzinach doszło w zdobytym Suchumi w 1993. Postępom wojsk abchaskim jesienią 1993 towarzyszył eksodus 200 tys. ludności gruzińskiej, żyjącej dotąd w Abchazji. Władze gruzińskie nie były w stanie przeprowadzić skoordynowanej ewakuacji tej ludności, ani zapewnić im nowych miejsc zamieszkania. Majątek wypędzanych Gruzinów przejęli północnokaukascy ochotnicy, walczący po stronie Abchazów.